# Ted Cassidy
Pour les articles homonymes, voir Cassidy.
Ted Cassidy est un acteur américain né le 31 juillet 1932 à Pittsburgh et mort le 16 janvier 1979 à Los Angeles.

## Biographie
Il est surtout connu pour avoir incarné Lurch, le majordome dans La Famille Addams, dont les traits et la stature rappellent le monstre de Frankenstein de James Whale. Grâce à sa grande taille (2,06 m) Ted Cassidy tient des rôles dans des séries fantastiques ou de science-fiction comme Star Trek, Jinny de mes rêves ou L'Homme qui valait trois milliards. Il ne se limite cependant pas au genre, et tient régulièrement des seconds rôles dans des productions télévisées de toutes sortes.
Outre son physique, Ted Cassidy était également connu pour sa voix grave et profonde, qui lui a permis de travailler dans le doublage de dessins animés et de tenir des rôles de narrateur en voix off.
Il décède d'une  maladie cardiaque le 16 janvier 1979 à 46 ans.

## Filmographie

### Cinéma
- 1960 : La Planète rouge : voix d'un Martien
- 1969 : L'Or de MacKenna : Hachita
- 1969 : Butch Cassidy et le Kid : Harvey Logan
- 1972 : Charcoal Black : Striker
- 1972 : The Limit : Big Donnie
- 1973 : The Harrad Experiment : le directeur du restaurant - également scénariste
- 1973 : The Slams (en) de Jonathan Kaplan : Glover
- 1974 : Thunder County : Cabrini
- 1975 : The Great Lester Boggs
- 1975 : Poor Pretty Eddy : Keno
- 1976 : Deux Farfelus à New York : Leary
- 1977 : Cowboysan : Buddy
- 1977 : Mon « Beau » légionnaire (The Last Remake of Beau Geste) : Durand
- 1978 : Goin' Coconuts : Mickey

### Télévision

#### Téléfilm
- 1967 : Jack and the Beanstalk : le Géant
- 1973 : Genesis II : Isiah
- 1974 : Planète Terre : Isiah
- 1977 : Benny and Barney: Las Vegas Undercover : Jake Tuttle
- 1977 : La Famille Addams : C'est la fête : Lurch

#### Série télévisée
- 1964 – 1966 : La Famille Addams : Lurch (le majordome)
- 1966 : Star Trek: The Original Series : Ruk
- 1967 : The Herculoids : Igoo
- 1968 : Les Aventures imaginaires de Huckleberry Finn : Injun Joe
- 1973 : La Famille Addams : Lurch / la Chose
- 1976 : L'Homme qui valait trois milliards (The Six Million Dollar Man) (série télévisée) (saison 4, épisode 2) : Le Scalpeur
- 1978:  L'homme de l'Atlantide : épisode 10 : Canja
- 1978 : Challenge of the Super Friends : Black Manta
- 1978 : Greatest Heroes of the Bible : Goliath

### Doublage de séries d'animation
- 1966 : Frankenstein Jr. and the Impossibles : Frankenstein Jr.
- 1967 : Birdman and the Galaxy Trio : Meteor Man
- 1967 : Super President : Spy Shadow
- 1966 : Space Ghost : Metallus
- 1978 : The Godzilla Power Hour : Godzilla
- 1978 : Dr. Strange : Balzaroth
- 1978 : Les Quatre Fantastiques : La Chose
- 1978 : Jane de la jungle : Montaro
- 1982 : Flash Gordon: The Greatest Adventure of All : Thun